# Synagoge (Frýdek)

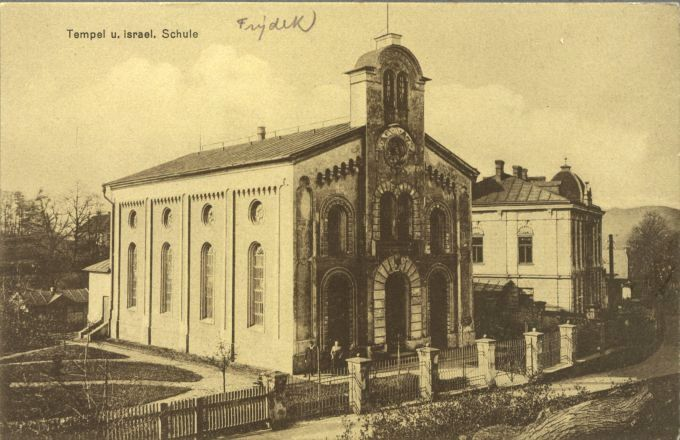
Synagoge und jüdische Schule, ca. 1900

Die Synagoge in Frýdek, einem Stadtteil von Frýdek-Místek im Okres Frýdek-Místek in der tschechischen Region Moravskoslezský kraj, wurde 1864/65 nach Plänen des Architekten Ambrož Zapletal errichtet. Die Synagoge stand in der ulica Revoluční.
Nach der deutschen Okkupation wurde die Synagoge am 16. Juni 1939 durch einen Brand zerstört. Die Ruine wurde später abgetragen.